# Mr. Country and Western Music
Albums de George Jones
George Jones and Gene Pitney (Recorded in Nashville!)
(1965) New Country Hits
(1965)
Mr. Country and Western Music est un album de l'artiste américain de musique country George Jones. Cet album est sorti en 1965 sur le label Musicor Records.

## Liste des pistes
| No  | Titre                                    | Durée |
| --- | ---------------------------------------- | ----- |
| 1.  | I Just Lost My Favorite Girl             |       |
| 2.  | What's Bad for You Is Good for Me        |       |
| 3.  | Don't You Ever Get Tired (Of Hurting Me) |       |
| 4.  | How Proud I Would Have Been              |       |
| 5.  | Flowers for Mama                         |       |
| 6.  | Gonna Take Me Away from You              |       |
| 7.  | I Can't Get Used to Being Lonely         |       |
| 8.  | Let a Little Loving Come In              |       |
| 9.  | Selfishness in Man                       |       |
| 10. | Worst of Luck                            |       |
| 11. | Even the Bad Times Are Good              |       |
| 12. | Sea Between Our Hearts                   |       |

## Positions dans les charts
Album – Billboard (Amérique du nord)
| Année | Chart          | Position |
| ----- | -------------- | -------- |
| 1965  | Albums country | 13       |